# XX Concurs de castells de Tarragona

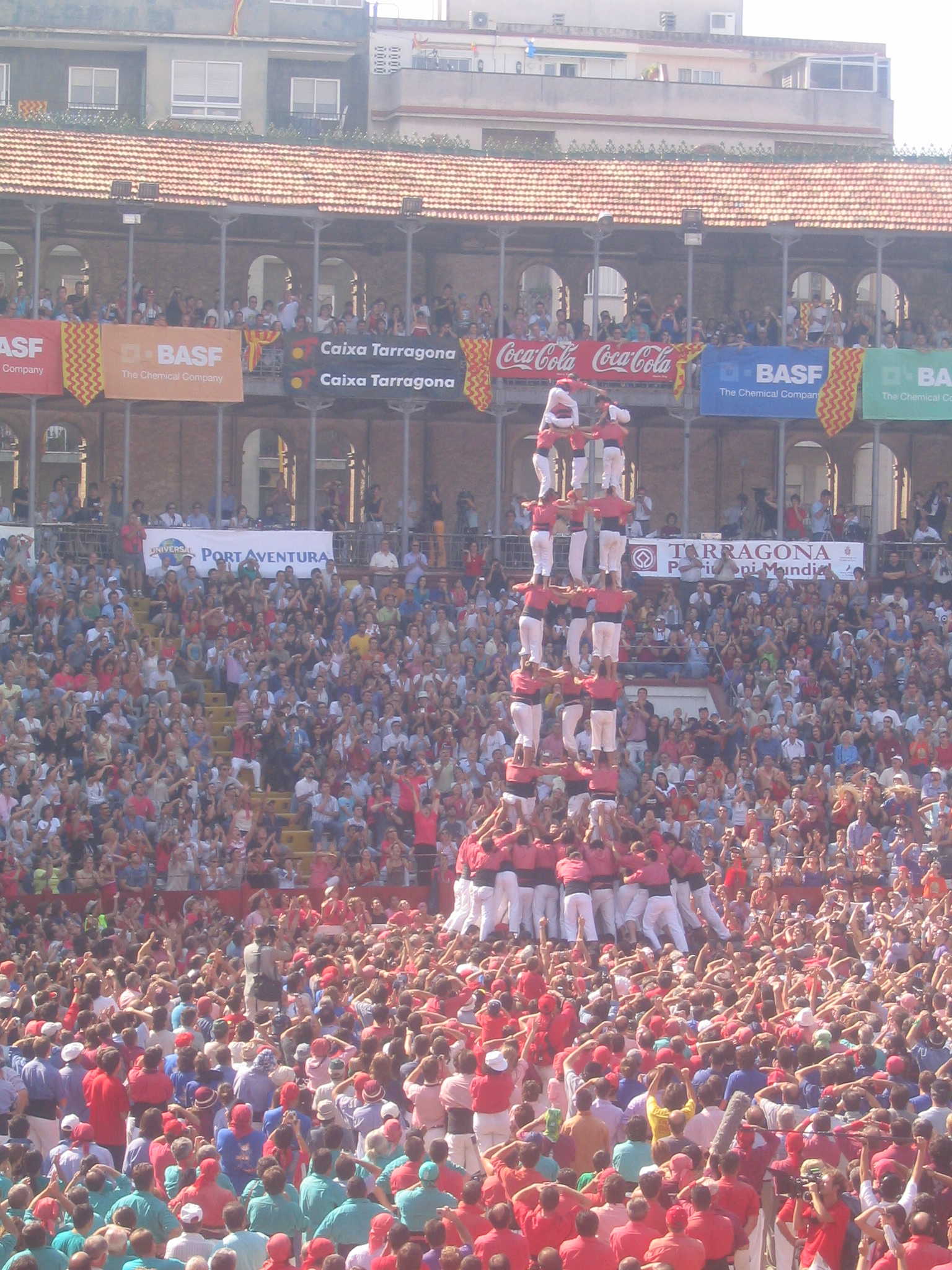
5 de 9 amb folre carregat de la Colla Vella dels Xiquets de Valls.

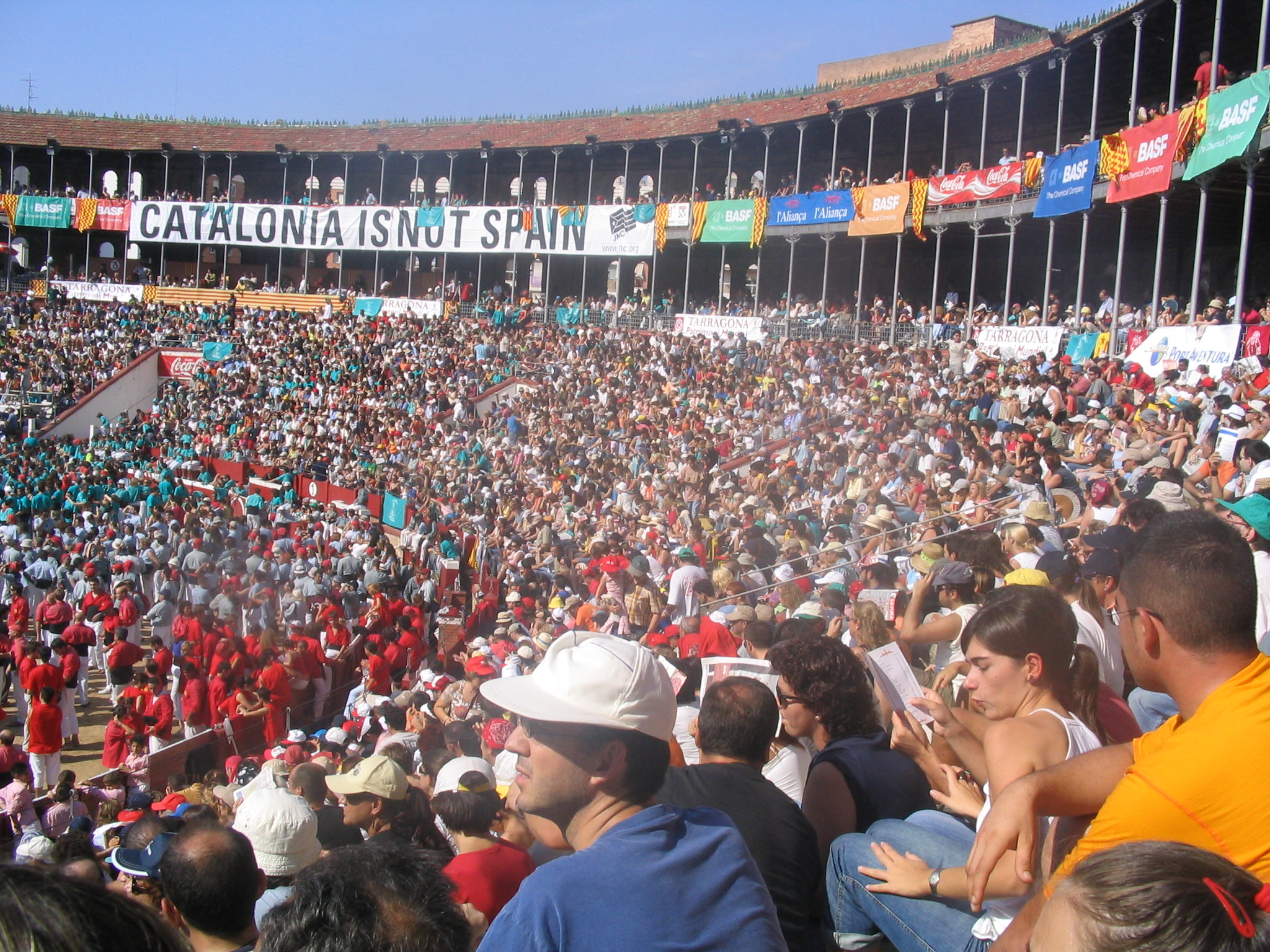
Imatge de la grada durant el concurs

El XX Concurs de castells de Tarragona és el concurs de castells que se celebrà a la plaça de braus de Tarragona el 3 d'octubre de 2004, organitzat pel Patronat de Castells de Tarragona.
En aquest concurs hi participaren 18 colles, les 4 amfitriones tarragonines més les 14 millors colles del món casteller, exceptuant els Minyons de Terrassa i els Bordegassos de Vilanova que declinaren la invitació.
Els Castellers de Vilafranca es proclamaren guanyadors del concurs gràcies especialment al 2 de 8 sense folre que van carregar. La Colla Vella dels Xiquets de Valls es mantingué al nivell dels vilafranquins fins que maldà en el mateix castell i en l'intent desesperat de 3 de 9 sense folre. La tercera posició l'ocupà la Colla Joves Xiquets de Valls, empatada a punts amb els Capgrossos de Mataró.

## Resultats

### Classificació
En el XX Concurs de castells de Tarragona hi van participar 18 colles. La següent taula mostra la classificació final del concurs de castells. Entre parèntesis hi ha les penalitzacions.
Llegenda
| a: amb agulla o pilar al mig ps: aixecat per sota f: amb folre | fm: amb folre i manilles fa: amb folre i l'agulla o el pilar al mig sf: sense folre | (c):carregat (i):intent | (id): intent desmuntat *:castell amb penalitzacions |

| Pos. | Colla                                    | 1a ronda | 2a ronda | 3a ronda  | 4a ronda   | 5a ronda  | Punts  |
| ---- | ---------------------------------------- | -------- | -------- | --------- | ---------- | --------- | ------ |
| 1    | Castellers de Vilafranca                 | 4de9fa   | Pde8fm   | 2de8sf(c) | 3de10fm(i) | —         | 29.490 |
| 2    | Colla Vella dels Xiquets de Valls        | 5de9f(c) | 4de9fa   | 2de8sf(i) | 2de8sf(i)  | 3de9sf(i) | 18.390 |
| 3    | Colla Joves Xiquets de Valls             | 3de9f*   | 4de9f*   | 2de9fm(i) | 4de8a(id)  | 4de8a(c)  | 17.194 |
| 4    | Capgrossos de Mataró                     | 5de8     | 3de9f*   | 4de9f*    | —          | —         | 17.194 |
| 5    | Colla Jove Xiquets de Tarragona          | 4de9f*   | 5de8(c)  | 3de8      | —          | —         | 14.065 |
| 6    | Xiquets de Tarragona                     | 3de8     | 2de8f    | 5de8(i)   | 5de8(id)   | 4de8      | 10.700 |
| 7    | Sagals d'Osona                           | 2de8f(c) | 5de7     | 4de8      | Pde6(c)    | —         | 9.580  |
| 8    | Castellers de Barcelona                  | 3de8     | 2de8f(c) | 4de8(id)  | 4de7a      | —         | 8.810  |
| 9    | Xicots de Vilafranca                     | 4de8     | 3de8(c)  | 2de8f(i)  | 2de7       | —         | 8.530  |
| 10   | Castellers de Sants                      | 2de7     | 4de8     | 3de7ps    | —          | —         | 6.870  |
| 11   | Xiquets de Reus                          | 5de7     | 4de8*    | 2de7      | —          | —         | 6.917  |
| 12   | Xics de Granollers                       | 4de8     | 5de7     | 4de7a     | —          | —         | 6.080  |
| 13   | Marrecs de Salt                          | 5de7     | 2de7     | 3de7ps    | Pde6(i)    | —         | 5.960  |
| 14   | Castellers de la Vila de Gràcia          | 4de8(i)  | 4de8(c)* | 5de7      | 4de7a      | —         | 5.740  |
| 15   | Castellers de Lleida                     | 2de7     | 5de7     | 4de7a     | —          | —         | 5.420  |
| 16   | Nens del Vendrell                        | 2de7     | 4de8(i)  | 4de7a     | 5de7       | —         | 3.720  |
| 17   | Colla Castellera de Sant Pere i Sant Pau | 3de7     | 4de7a(i) | 4de7      | —          | —         | 2.180  |
| 18   | Xiquets del Serrallo                     | 4de7*    | 3de7     | 5de7(i)   | —          | —         | 2.176  |

### Estadística
La següent taula mostra l'estadística dels castells que es van provar al concurs de castells. Apareixen ordenats segons la taula de puntuacions del XX Concurs de castells de Tarragona.
| Castell                         | Descarregat | Carregat | Intent | Intent desmuntat | Total |
| ------------------------------- | ----------- | -------- | ------ | ---------------- | ----- |
| 3 de 9 sense folre              | —           | —        | 1      | —                | 1     |
| 2 de 8 sense folre              | —           | 1        | 2      | —                | 3     |
| 3 de 10 amb folre i manilles    | —           | —        | 1      | —                | 1     |
| 4 de 9 amb folre i l'agulla     | 2           | —        | —      | —                | 2     |
| 5 de 9 amb folre                | —           | 1        | —      | —                | 1     |
| Pilar de 8 amb folre i manilles | 1           | —        | —      | —                | 1     |
| 2 de 9 amb folre i manilles     | —           | —        | 1      | —                | 1     |
| 3 de 9 amb folre                | 2           | —        | —      | —                | 2     |
| 4 de 9 amb folre                | 3           | —        | —      | —                | 3     |
| 4 de 8 amb l'agulla             | —           | 1        | —      | 1                | 2     |
| 5 de 8                          | 1           | 1        | 1      | 1                | 4     |
| 2 de 8 amb folre                | 1           | 2        | 1      | —                | 4     |
| 3 de 8                          | 3           | 1        | —      | —                | 4     |
| Pilar de 6                      | —           | 1        | 1      | —                | 2     |
| 4 de 8                          | 6           | 1        | 2      | 1                | 10    |
| 2 de 7                          | 6           | —        | —      | —                | 6     |
| 3 de 7 aixecat per sota         | 2           | —        | —      | —                | 2     |
| 5 de 7                          | 7           | —        | 1      | —                | 8     |
| 4 de 7 amb l'agulla             | 5           | —        | 1      | —                | 6     |
| 3 de 7                          | 2           | —        | —      | —                | 2     |
| 4 de 7                          | 2           | —        | —      | —                | 2     |
| Total                           | 43          | 9        | 12     | 3                | 67    |
| Percentatge                     | 64,1%       | 13,4%    | 17,9%  | 4,4%             | 100%  |

## Normativa

### Taula de puntuacions
La taula de puntuacions del XX Concurs de castells de Tarragona incloïa trenta-tres construccions, que anaven del 4 de 7 al 3 de 10 amb folre, i vuit estructures diferents: el pilar, el dos (o torre), el tres, el tres aixecat per sota, el quatre, el quatre amb l'agulla, el cinc i el nou.
| Núm. | Castell                         | Punts descarregat | Punts carregat |
| ---- | ------------------------------- | ----------------- | -------------- |
| 1    | Quatre de set                   | 980               | 790            |
| 2    | Tres de set                     | 1.200             | 990            |
| 3    | Quatre de set amb l'agulla      | 1.440             | 1.210          |
| 4    | Cinc de set                     | 1.700             | 1.450          |
| 5    | Tres de set aixecat per sota    | 1.980             | 1.710          |
| 6    | Dos de set                      | 2.280             | 1.990          |
| 7    | Nou de set                      | 2.600             | 2.290          |
| 8    | Quatre de vuit                  | 2.940             | 2.610          |
| 9    | Pilar de sis                    | 3.300             | 2.950          |
| 10   | Tres de vuit                    | 3.680             | 3.310          |
| 11   | Dos de vuit amb folre           | 4.080             | 3.690          |
| 12   | Pilar de set amb folre          | 4.500             | 4.090          |
| 13   | Cinc de vuit                    | 4.940             | 4.510          |
| 14   | Quatre de vuit amb l'agulla     | 5.400             | 4.950          |
| 15   | Quatre de nou amb folre         | 5.880             | 5.410          |
| 16   | Tres de nou amb folre           | 6.380             | 5.890          |
| 17   | Dos de nou amb folre i manilles | 6.900             | 6.390          |

| Núm. | Castell                                  | Punts descarregat | Punts carregat |
| ---- | ---------------------------------------- | ----------------- | -------------- |
| 18   | Tres de vuit aixecat per sota            | 7.440             | 6.910          |
| 19   | Nou de vuit                              | 8.000             | 7.450          |
| 20   | Pilar de vuit amb folre i manilles       | 8.580             | 8.010          |
| 21   | Cinc de nou amb folre                    | 9.180             | 8.590          |
| 22   | Quatre de nou amb folre i l'agulla       | 9.800             | 9.190          |
| 23   | Quatre de nou                            | 10.440            | 9.810          |
| 24   | Tres de deu amb folre i manilles         | 11.100            | 10.450         |
| 25   | Dos de vuit                              | 11.780            | 11.110         |
| 26   | Pilar de nou amb folre, manilles i ajuts | 12.480            | 11.790         |
| 27   | Pilar de set                             | 13.200            | 12.490         |
| 28   | Tres de nou                              | 13.940            | 13.210         |
| 29   | Quatre de deu amb folre i manilles       | 14.700            | 13.950         |
| 30   | Dos de nou amb folre                     | 15.480            | 14.710         |
| 31   | Cinc de nou                              | 16.280            | 15.490         |
| 32   | Quatre de deu amb folre                  | 17.100            | 16.290         |
| 33   | Tres de deu amb folre                    | 17.940            | 17.110         |